# Окулярний міст (Нагасакі)
32°44′50″ пн. ш. 129°52′48″ сх. д. / 32.747207° пн. ш. 129.880087° сх. д.

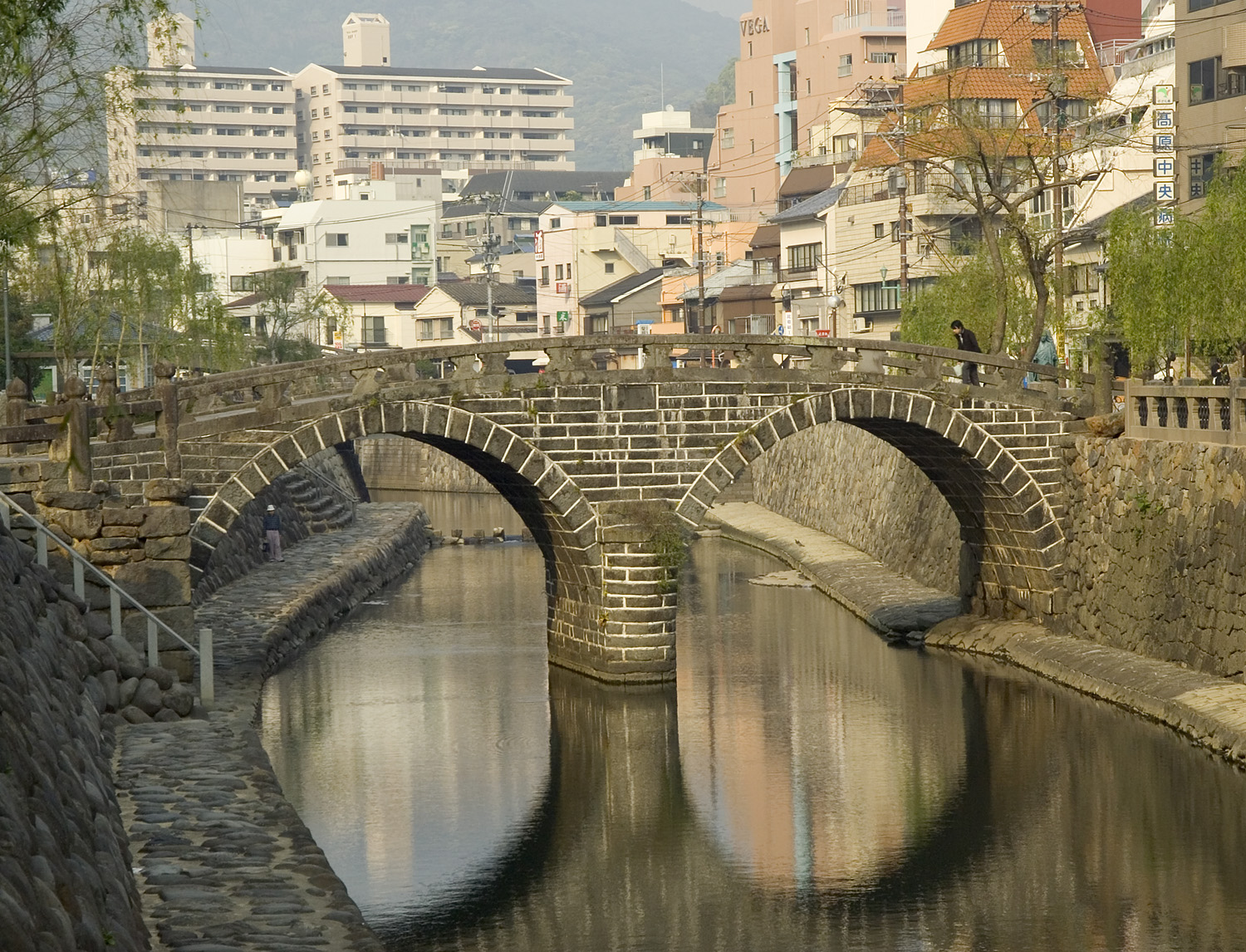
Окулярний міст в Нагасакі.

Окулярний міст (яп. 眼鏡橋, めがねばし, меґане-басі) — кам'яний двоарочний міст над річкою Накасіма в Нагасакі, Японія. Цінна культурна пам'ятка Японії з 1960 року.

## Короткий опис
Назва окулярного моста походить від двох арок цього мосту, які разом із своїм відображенням у річковій воді нагадують окуляри. Довжина цього моста становить 22 м, а ширина — 3,65 м. Висота над рікою дорівнює 5,46 м.
Окулярний міст в Нагасакі був зведений у 1634 році китайським монахом Моцзі, другим настоятелем храму Кофукудзі. У 1648 році, через повінь, споруда постраждала, але невдовзі була відновлена. 23 червня 1982 року окулярний міст знову був наполовину зруйнований під час великої повіні, але у 1983 році відремонтований з того ж самого мостового каменю, який був віднесений водами повіні до нижньої течії річки.